# 김학래 (가수)
김학래(1957년 8월 12일 ~)은 대한민국의 가수이다. 1979년 명지대학교 재학 시절 MBC 대학가요제에서  임철우와 함께 《내가》를 불러 대상을 차지하였고 1981년에 가요계에 정식으로 데뷔하였다. 이후 80년대 정규 앨범 활동을 하며 큰 인기를 얻는다.
대표곡은 《내가》, 《하늘이여》, 《슬픔의 심로》, 《겨울 바다》, 《해야 해야》, 《사랑하면 안되나》, 《아가같은 그대여》, 《새장속의 사랑은 싫어》, 《꿈에서 새벽까지》, 《외토리》, 《사랑했었다》등이 있다. 현재 새앨범 김학래 뉴&골든을 발표하고 타이틀 《사랑이란 그런거야》로 활동 중이다. 희극인 김학래와는 동명이인이다.

## 앨범
- 1979년 제3회 MBC 대학가요제 대상곡 《내가》외 결선입상곡 옵니버스 음반 참여.
- 김학래 1집 (1983년)
  - 《슬픔의 심로》, 《겨울바다》가 수록되었다.
- 김학래 2집 (1984년)
  - 《새장속의 사랑은 싫어》, 《아가같은 그대여》
- 김학래 3집 (1985년)
  - 《꿈에서 새벽까지》, 《청춘》
- 김학래 4집 (1986년)
  - 《해야해야》
- 김학래 5집 (1987년)
  - 《하늘이여》, 《외토리》, ** 《하늘이여》 이곡은 가요톱텐 골든컵 수상(통산 6주1위, 연속 5주 1위를 하여 가요TOP10 골든컵을 수상 후 그해 년말 가수왕 차첨 순위까지 기록했다.)
- 김학래 6집 (1988년)
  - 《사랑하면 안되나》, 《사랑했었다》가 수록되어 있다.
- 김학래 7집 NEW & GOLDEN (2015년)발표
  - NEW 《사랑이란 그런거야》, 《일어나올드보이》, 《빛이되어준 사랑》
  - GOLDEN 《내가》, 《슬픔의심로》, 《겨울바다》, 《해야해야》, 《꿈에서새벽까지》, 《아가같은그대여》, 《새장속의사랑은 싫어》, 《하늘이여》, 《외토리,사랑하면안되나》, 《사랑했었다》 리메이크

## 수상 내역
- 1979년 제3회 MBC 대학가요제 "대상" 수상 (곡명 : 내가)
- 1983년 KBS 가요대상 "올해의 가수상"
- 1985년 KBS 가요대상 "올해의 가수상"
- 1987년 KBS 가요대상 "올해의 가수상"
- 1988년 KBS 가요대상 "올해의 가수상"
- 1987년 KBS 가요톱10 "골든컵" 수상
- 1987년 아름다운 노래상 "하늘이여"(문화방송, 한국방송협회)
- 1983 KBS "가사대상 "
- 1986 KBS "가사대상"
- 1983 KBS "앨범 디자인상 "
- 1986 KBS "앨범 디자인상"
- 1987년 아름다운노래상 (문화방송,한국방송협회)
- 1988년 FM인기가요20 "사랑하면 안되나"
- 2019년 KBS 불후의 명곡 (6/8일 레젼드 출연)

## 가요프로그램 1위
| 연도           | 수상 내역(총 8회) |
| -------------- | --- |
| 1984년(총 2회) | - 슬픔의 심로 (총 2회) - 5월 27일 KBS 《가요톱텐》 1위 - 6월 3일 KBS《가요톱텐》1위 (2주 연속) |
| 1987년(총 6회) | - 하늘이여(총 6회) - 10월 7일 KBS 《가요톱텐》 1위 - 10월 28일 KBS 《가요톱텐》1위 (통산 2주) - 11월 4일 KBS 《가요톱텐》1위 (2주 연속, 통산 3주) - 11월 11일 KBS 《가요톱텐》1위 (3주 연속, 통산 4주) - 11월 18일 KBS 《가요톱텐》1위 (4주 연속, 통산 5주) - 11월 25일 KBS 《가요톱텐》1위 (5주 연속, 통산 6주) |

## CF
- 빙그레 아이스 크림
- 빙그레 사워

## 에피소드
- 특히 《해야해야》이 곡은 한국적 리듬과 빠른 템포의 곡으로 최근 빅뱅의 멤버 G드래곤의 노래 Heart Breaker가 플로라이다의 《Right Round》를 표절의혹에 휘말렸는데. 한 디시인사이드에 올라온 게시판 중에서 한 누리꾼이 플로라이다의 《Right Round》가 김학래의 《해야 해야》와 유사하다는 글을 올렸는데. 이를 본 네티즌은 시대를 초월한 음악을 만들어냈다며, '학래 웨스트'란 별명이 생겼었다. 하지만 실제로 표절한건지는 아직 밝혀지지 않고 있다. 가요톱텐 1위를 차지하였다.